# Un perfecto equilibrio
Un perfecto equilibrio es la segunda novela del autor indio Rohinton Mistry. Ambientada en «una ciudad no identificada» en la India, inicialmente en 1975 y luego en 1984 durante el estallido del estado de emergencia. El libro trata de cuatro personajes de diversos orígenes: Dina Dalal, Ishvar Darji, su sobrino Omprakash Darji y el joven estudiante Maneck Kohlah, que se reúnen y crean un fuerte vínculo.
Publicada por primera vez por McClelland y Stewart en 1995, la novela ganó el Premio Giller ese mismo año. Fue preseleccionado para el premio Booker en 1996. Una aclamada adaptación escénica de la novela hecha por la compañía de teatro Tamasha fue presentada en el Teatro Hampstead de la ciudad de Londres en 2006 y 2007. La imagen de portada, que muestra a un niño indio de las clases bajas, fue creada por el artista Darío Mitidieri.

## Sinopsis
El libro expone los cambios en la sociedad india desde la independencia en 1947 hasta el estado de emergencia convocado por la primera ministra india, Indira Gandhi. Mistry generalmente critica a Gandhi en el libro. Gandhi, sin embargo, nunca recibe el nombre de ninguno de los personajes, y en su lugar se lo llama simplemente como «el primer ministro». Los personajes, de diversos orígenes, se unen por fuerzas económicas que cambian a la India.
La familia de Ishvar y Omprakash forma parte de la casta Chamaar, que tradicionalmente curaba el cuero y se consideraba intocable. En un intento por romper con el sistema de castas restrictivas, el padre de Ishvar presenta a sus hijos Ishvar y Narayan a un sastre musulmán, Ashraf Chacha, de un pueblo cercano, y así se convierten en sastres. Como resultado de sus habilidades, que también se transmiten al hijo de Narayan, Omprakash (Om), Ishvar y Om se trasladan a Bombay para buscar trabajo, debido a que en ese momento era difícil conseguirlo en la ciudad cercana a su pueblo porque se abrió una tienda de ropa prefabricada que monopolizó el mercado.
Al comienzo del libro, los dos sastres, Ishvar y Omprakash, se dirigen al apartamento de la viuda Dina Dalal en un tren. Mientras están en el tren, se encuentran con un estudiante universitario llamado Maneck Kohlah, quien casualmente también se dirige al apartamento de Dina Dalal. Maneck, de un pequeño pueblo de montaña en el norte de la India, se muda a la ciudad para obtener un certificado universitario «como respaldo» en caso de que el negocio de refrescos de su padre ya no pueda competir después de la construcción de una carretera cerca de su pueblo. Maneck y los dos sastres se hacen amigos y van juntos al departamento de Dina. Dina contrata a Ishvar y Om para el trabajo a destajo, y está feliz de dejar que Maneck se quede con ella. Dina, de una tradicionalmente rica familia Parsi, mantiene una tenue independencia de su hermano al vivir en el departamento de su difunto esposo, que era químico.
Los cuatro terminan formando un grupo especial, los dos sastres, la costurera viuda y Maneck, que tuvo que abandonar su pueblo por la violencia de las castas para tratar de iniciar una nueva vida como estudiante. A medida que se desarrolla la novela, las vidas de estos cuatro singulares personajes se entretejen para afrontar la difícil situación que atravesaba la India a mediados de la década de 1970, teniendo que luchar contra el asesinato y la desaparición de muchos de sus seres queridos.

## Personajes
- Dina Shroff (Dina Dalal cuando se casó con Rustom Dalal)
- Ishvar Darji
- Omprakash «Om» Darji (sobrino de Ishvar)
- Maneck Kohlah
- Nusswan Shroff (hermano de Dina)
- Zenobia (amiga de Dina)
- Mrs. Gupta (cliente de Zenobia)
- Vasantrao Valmik (abogado)
- Ibrahim (cobrador de renta)
- Dukhi Mochi (padre de Ishvar y Narayan)
- Thakur Dharamsi (padre asesinado de Om)
- Ashraf Chacha (amigo de Dukhi)
- Nawaz (amiga de Ashraf)
- Rajaram
- Monkey-man (asesino del mendigo)
- Aban Kohlah (madre de Maneck)
- Farokh Kohlah (padre de Maneck)
- Avinash (amigo desaparecido de Maneck)
- Sergeant Kesar
- Shankar (mendigo)
- Beggarmaster (hermano de Shankar)
- Jeevan (sastre)
- Ruby Shroff (esposa de Nusswan)
- Rustom Dalal (esposo fallecido de Dina)
- Shirin Aunty (tía de Rustom)
- Darab Uncle (tío de Rustom)
- Fredoon (amigo de Dina)
- Xerxes Y Zarir (hijos de Ruby y Nusswan)
- Narayan Darji (hermano de Ishvar)
- Kim (niño perezoso)